# Roberto Gatto
Roberto Gatto (Roma, 6 ottobre 1958) è un batterista italiano.

## Biografia
Inizia a suonare la batteria da bambino, seguendo suo zio Roberto Senzasono, batterista professionista alla fine degli anni sessanta (Ricky Shayne-Crisalide-Folks-Reale Accademia di Musica).
Dopo alcune apparizioni da adolescente, nell'ambito del rock-progressive, esordisce come batterista jazz nel 1975 con il Trio di Roma insieme a Danilo Rea ed Enzo Pietropaoli. Ha poi collaborato con molti artisti, tra i quali si possono ricordare: Mina, Mietta, Lucio Dalla, Pino Daniele, Ornella Vanoni, Gino Paoli, Ivano Fossati, Riccardo Cocciante, Sergio Caputo, Teresa De Sio, Gilberto Gil, Riz Ortolani, Ennio Morricone, Domenico Garzone (Mimmo Magic).
In ambito più strettamente jazzistico vanno citati i suoi lavori con alcuni nomi come Luca Flores, George Coleman, Enrico Pieranunzi, Lanfranco Malaguti, Chet Baker, John Scofield, John Abercrombie, Billy Cobham, Richard Galliano, Joe Zawinul, Pat Metheny, Michael Brecker.
Ha inoltre ricevuto vari riconoscimenti come miglior batterista italiano, nel 1983 dal mensile "Fare musica", nel 1991 e nel 1992 da "Guitar club", e nel 1993 dalla rivista "Percussioni".
Oltre alla composizione di colonne sonore con Maurizio Giammarco per Nudo di donna di Nino Manfredi e con Battista Lena per Mignon è partita, Verso sera e Il grande cocomero di Francesca Archibugi, si segnala la sua intensa attività concertistica che lo ha spinto a suonare a dieci edizioni dell'Umbria Jazz Festival e a tenere concerti in celebri teatri come l'Olympia di Parigi per il Paris Jazz Festival, al Berklee School Auditorium di Boston e al Blue Note Jazz Club di New York. Nel 1995 ha suonato nel primo album di Claudio Cusmano, Cammino personale, registrato per Symphonos Italia.
Nel 1997 il direttore Laurent Cugny della francese Orchestre National de Jazz lo chiama per un tour in Francia ed alcune date in Italia. Ultimamente si dedica all'attività solistica e suona spesso con la formazione del trombettista Enrico Rava.
Il 30 aprile 2008 il Gruppo l'Espresso pubblica il disco Omaggio al Progressive Rock, registrazione di un concerto tenuto alla Casa del Jazz di Roma il 7 aprile dello stesso anno.
Il 9 febbraio 2018 partecipa con Rita Marcotulli al Festival di Sanremo 2018 come ospite di Max Gazzè, in gara con il brano La leggenda di Cristalda e Pizzomunno.
Il 1º giugno 2018 partecipa al festival musicale Treviso Suona Jazz e suona a Palazzo Bomben presso la Fondazione Benetton .

## Discografia
- 1986 - Notes con Michael Brecker
- 1987 - Ask con John Scofield
- 1989 - Luna
- 1989 - Improvvisi duo con Danilo Rea
- 1991 - Jungle Three
- 1994 - L'Avventura
- 1997 - 7#
- 1998 - Sing Sing Sing
- 2001 - Plays Rugantino
- 2003 - Deep
- 2007 - Traps
- 2008 - Omaggio al Progressive Rock
- 2008 - The music next door
- 2010 - Remembering Shelly, Live at Alexanderplatz Roma (ALBORE JAZZ)
- 2011 - Pure Imagination (ALBORE JAZZ)

### Con i Lingomania
- 1986 - Riverberi
- 1987 - Grr.. Xpanders

### Co-Leader
- 1988 - D'Andrea, Tommaso, Gatto Kick off
- 1988 - Rea, Testa, Tonolo, Gatto, Gibellini Reunion
- 1991 - D'Andrea, Tommaso, Gatto Airegin
- 1993 - Roberto Gatto, Battista Lena Il grande cocomero
- 1994 - Gassmann, Battaglia, Zwiauer, Gatto An Italian affair
- 1996 - Giammarco, Gatto, Lande, Leveratto Love Ballads
- 2015 - Quintorigo, Roberto Gatto Around Zappa

### Altre collaborazioni
- 1978 - Bill Smith, Colours (Edi Pan)
- 1978 - Enrico Pieranunzi, From always to now (Edi Pan)
- 1979 - Claudio Fasoli, Hinterland (Edi Pan)
- 1979 - Enrico Pieranunzi meets Chet Baker Soft Journey (Edi Pan)
- 1980 - Art Farmer, Isis (Soul Note)
- 1980 - Enrico Pieranunzi, Jazz Roads (CAM Jazz)
- 1980 - Ennio Morricone II bandito dagli occhi azzurri (CAM Jazz)
- 1982 - Curtis Fuller, Meets Roma Jazz Trio (Timeless)
- 1982 - Bob Berg, Steppin' Live in Europe (Red Records)
- 1982 - Teresa De Sio, Teresa De Sio (Polygram)
- 1982 - Maurizio Giammarco Quartet, Precisione della notte (Riviera Records)
- 1984 - GND GND (RCA)
- 1984 - Pietro Tonolo Quartet Quintet Sextet (Splasch)
- 1984 - Furio di CastriThings (Fonit Cetra)
- 1985 - Marcotulli, Tonolo, Un'altra galassia (Fonit Cetra)
- 1985 - Eddy Palermo, Ganimede (Edi Pan)
- 1987 - Massimo Urbani, Easy to love (Red Records)
- 1987 - Pieranunzi, Pietropaoli, Gatto Moon Pie (YVP)
- 1988 - Phil Woods, Embraceable You (Philology)
- 1988 - Sal Nistico, Empty Room (Red Records)
- 1988 - Giovanni Tommaso quintet, To Chet (Red Records)
- 1988 - Stefano Sabatini, Memories (The smoke salesmen)
- 1988 - Umberto Fiorentino, Inside Colors (Gala)
- 1988 - Riccardo Mei, My funny Valentine (Philology)
- 1989 - Piana, Valdambrini Sexet, omonimo (Pentaflowers)
- 1989 - Maria Pia De Vito, Hit the best (Phrases)
- 1989 - Paolo Emilio Marrocco, Grosso Modo (Cam-Virgin)
- 1989 - Gianantonio de Vincenzo, La fiaba dell'orso (Splasch)
- 1989 - Enzo Pietropaoli, Orange Park (Gala)
- 1989 - Mimmo Locasciulli, Adesso glielo dico (RCA)
- 1989 - Roberto Gatto Quartet, compilation dedicata a Lucio Battisti Ci ritorni in mente (Gala)
- 1990 - Enrico Rava, What a day (Gala)
- 1990 - Rava, Pieranunzi, Pietropaoli, Gatto Bella (Philology)
- 1990 - Franco Piana Big Band, Conversation (Pentaflowers)
- 1990 - Artisti Vari Guitar Madness (Sound Placet)
- 1991 - Chet Baker Chet on poetry (EMI)
- 1991 - Phil Woods, Live at Corridonia (Philology)
- 1991 - Stefano Battaglia, Confession (Splasch)
- 1991 - Mina Caterpillar (PDU)
- 1991 - Mietta, Volano le pagine (Fonit Cetra)
- 1991 - Massimiliano Pani, L'occasione (PDU)
- 1991 - Stefano Sabatini, Wonderland (Splasch)
- 1993 - Massimo Urbani The Blessing (Red Records)
- 1993 - Giovanni Tommaso Quintet Over the ocean (Red Records)
- 1993 - Gegè Telesforo, Gegè and the Boparazzi (Go Jazz)
- 1993 - Damiani, Fresu, Trovasi, Gatto ESO (Splasch)

- 1994 - Mario Raja Big Bang Ellington (Splasch)
- 1994 - Joe Lovano Quartet, Josie and Rosie (Compilation)
- 1995 - Stefano Battaglia Trio Unknown Flame (Splasch)
- 1995 - Giovanni Tommaso quintet Strane stelle strane (RCA)
- 1995 - Gianni Lenoci Trio Existence (Splasch)
- 1995 - Claudio Cusmano, Cammino Personale (Caligola Records)
- 1995 - Triotherapy omonimo (Cafè Voltaire)
- 1995 - Aldo Farias Heart Lake (Splasch)
- 1996 - Francesco Lo Cascio Vibes Trio (Via Veneto)
- 1996 - Mauro Monti The box of memories (Suisa)
- 1996 - Ermanno Signorelli, Ad occhi chiusi (Caligola)
- 1996 - Roberto Ciotti, Changes (Il Manifesto)
- 1996 - Nico Morelli, The Dream (Splasch)
- 1997 - Rita Marcotulli, The woman next door (Label Blu)
- 1997 - Paolo Fresu Angel (BMG France)
- 1997 - Mario Raja Big Bang, Dodici Storie (Splasch)
- 1998 - Paolo Fresu Metamorfosi (BMG France)
- 1998 - Zeppetella, Bex, Gatto A tribute to Wes Montgomery (Philology)
- 1998 - Mario Piacentini, Le note di San Lorenzo (Splasch)
- 1998 - Aldo Farias, Free Hands (Splasch)
- 1999 - Stefano D'Anna, Carousel (Splasch)
- 1999 - Rava, Fresu Quintet, Shades of Chet (Via Veneto)
- 2000 - Frank Avitabile, Right time (Dreyfuss)
- 2000 - Tommaso, Rava Quartet, La Dolce Vita (CAM Jazz)
- 2000 - Ivano Fossati La disciplina della Terra (Sony)
- 2000 - Franco Ambrosetti, Grazie Italia (Enja)
- 2000 - Barbara Casini, Enrico Rava Vento (Label Bleu)
- 2000 - Stefano Bollani, Abbassa la tua radio (Heritage)
- 2001 - Salvatore Bonafede, Ortodoxa (Red Records)
- 2007 - Gino Paoli Milestones. Un incontro in jazz (Blue Note)
- 2007 - Stefano Bollani, Gershwin & More...Live! (Philology Jazz Records)
- 2008 - Casa del Jazz All Stars Omaggio a De André (Gruppo L'Espresso)
- 2018 - Max Gazzè - Sanremo 2018

### Curiosità
- I figli Beatrice e Tommaso hanno spesso ricoperto il ruolo di doppiatori in serie televisive (tra le quali Medium), film (Lo scorpione[senza fonte]) e film animati (come Koda, fratello orso).
- Ha spesso suonato scalzo.